# Putkilahti - Ruskeaperä
Putkilahti - Ruskeaperä este o arie protejată (arie specială de conservare — SAC, sit de importanță comunitară — SCI, arie de protecție specială avifaunistică — SPA) din Finlanda întinsă pe o suprafață de 698 ha, integral pe uscat.

## Localizare
Centrul sitului Putkilahti - Ruskeaperä este situat la coordonatele 61°59′31″N 28°23′56″E / 61.9919°N 28.3989°E.

## Înființare
Situl Putkilahti - Ruskeaperä a fost declarat sit de importanță comunitară în august 1998 pentru a proteja 37 de specii de animale. Alte tipuri de protecție:
- arie de protecție specială avifaunistică (în august 1998)[2]
- arie specială de conservare (în aprilie 2015)[1][3][4]

## Biodiversitate
Situată în ecoregiunea boreală, aria protejată conține 7 habitate naturale: Cursuri de apă de la nivel de câmpie la nivel montan, cu vegetație Ranunculion fluitantis și Callitricho-Batrachion, Turbării active, Mlaștini turboase de tranziție și turbării mișcătoare, Taiga vestică, Păduri fino-scandinave bogate în ierburi cu Picea abies, Păduri caducifoliate de mlaștină fino-scandinave, Mlaștini împădurite.
La baza desemnării sitului se află mai multe specii protejate:
- păsări (36): rață sulițar (Anas acuta), gâscă de semănătură (Anser fabalis), stârc cenușiu (Ardea cinerea), rață-cu-cap-castaniu (Aythya ferina), rața moțată (Aythya fuligula), cocoșul de mesteacăn (Bonasa bonasia), buhai de baltă (Botaurus stellaris), Branta leucopsis, bătăuș (Calidris pugnax), chirighiță neagră (Chlidonias niger), erete de stuf (Circus aeruginosus), gușă vânătă (Cyanecula svecica), Cygnus columbianus bewickii, lebădă de iarnă (Cygnus cygnus), șoim de iarnă (Falco columbarius), șoimul rândunelelor (Falco subbuteo), cufundar polar (Gavia arctica), cocor (Grus grus), codalb (Haliaeetus albicilla), Hydrocoloeus minutus, Larus fuscus fuscus, pescăruș râzător (Larus ridibundus), sitar de mal nordic (Limosa lapponica), Lyrurus tetrix tetrix, Mergellus albellus, codobatura galbenă (Motacilla flava), vultur pescar (Pandion haliaetus), corcodel-urechiat (Podiceps auritus), corcodel-cu-gât-roșu (Podiceps grisegena), cresteț pestriț (Porzana porzana), Spatula clypeata, rață cârâitoare (Spatula querquedula), chiră de baltă (Sterna hirundo),  cocoș de munte (Tetrao urogallus), fluierar negru (Tringa erythropus), fluierar de mlaștină (Tringa glareola)
- mamifere (1): vidră de râu (Lutra lutra)

Pe lângă speciile protejate, pe teritoriul sitului au mai fost identificate 2 specii de plante.